# Mellem hav og fjord
|  | Denne artikel er oprettet af botten Steenthbot ud fra en ekstern database. Den kan derfor have sproglige fejl eller mangler. Denne skabelon kan fjernes efter kontrol af indholdet. |

Mellem hav og fjord er en dansk dokumentarfilm fra 1970.

## Handling
En tur gennem Han Herred starter ved Øland Mølle (Oxholm Mølle). Dæmningen mllem Øland og Gøl er en af de smukkest bevarede i dansk natur. Folkefest og dyrskue i Brovst 13.-14. juni. Optog gennem byen med pigegarder og 'indianere' til hest. Hele optoget marcherer til festpladsen, hvor der er ringridning og tivoli. Turen gennem Han Herred smukke natur går videre til badelivet på Tranum Strand over Jannom Kjøt til fjerkræslagteriet i Brovst.
Musik: Skovsgårdskolens Orkester og Brovst Pigegarde.